# Ulica Złote Koło we Wrocławiu

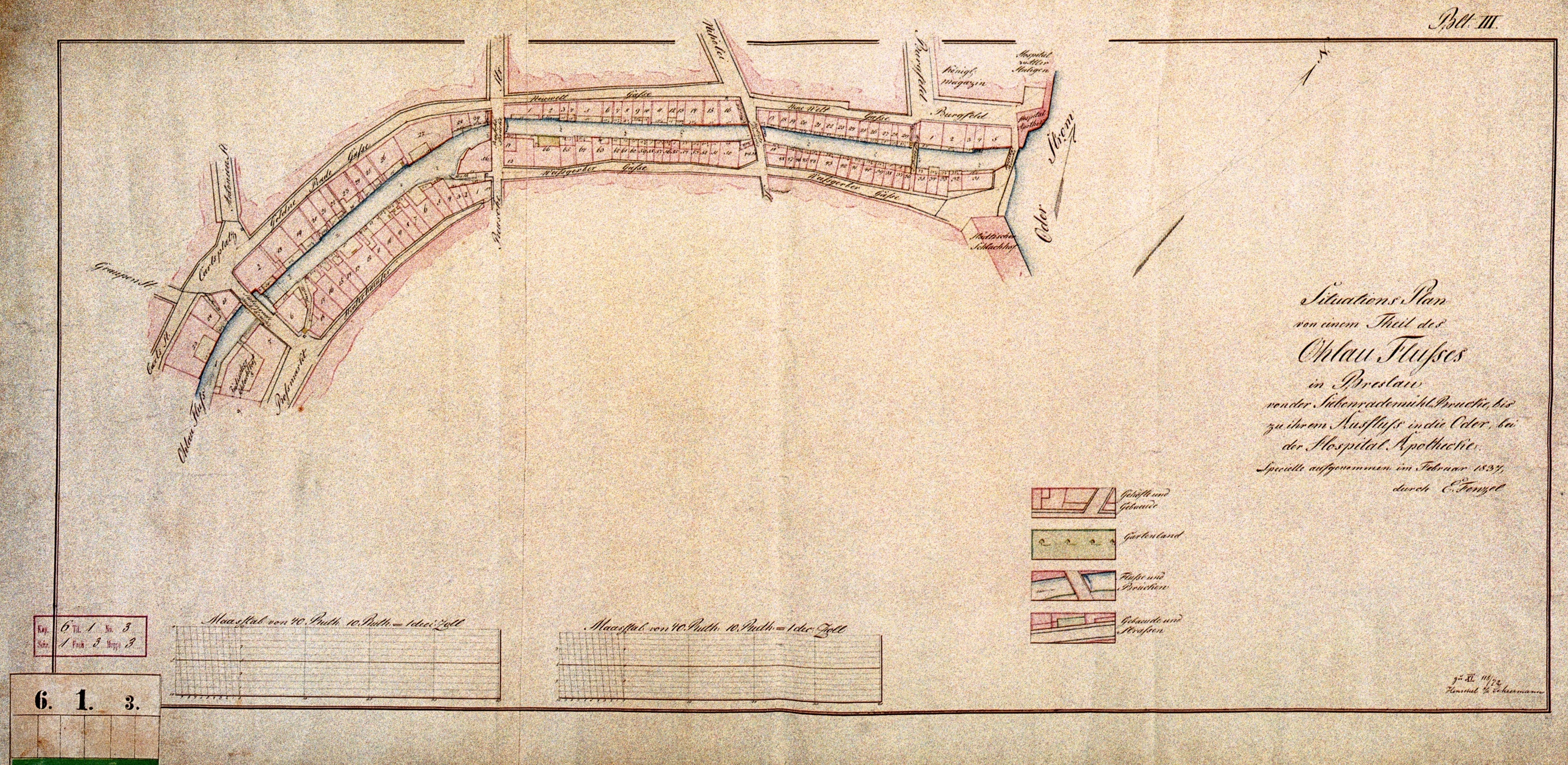
Mapa Czarnej Oławy w 1837: Goldene Rade Gasse pomiędzy Carlsplatz i Antonien St. a Reusche Str.

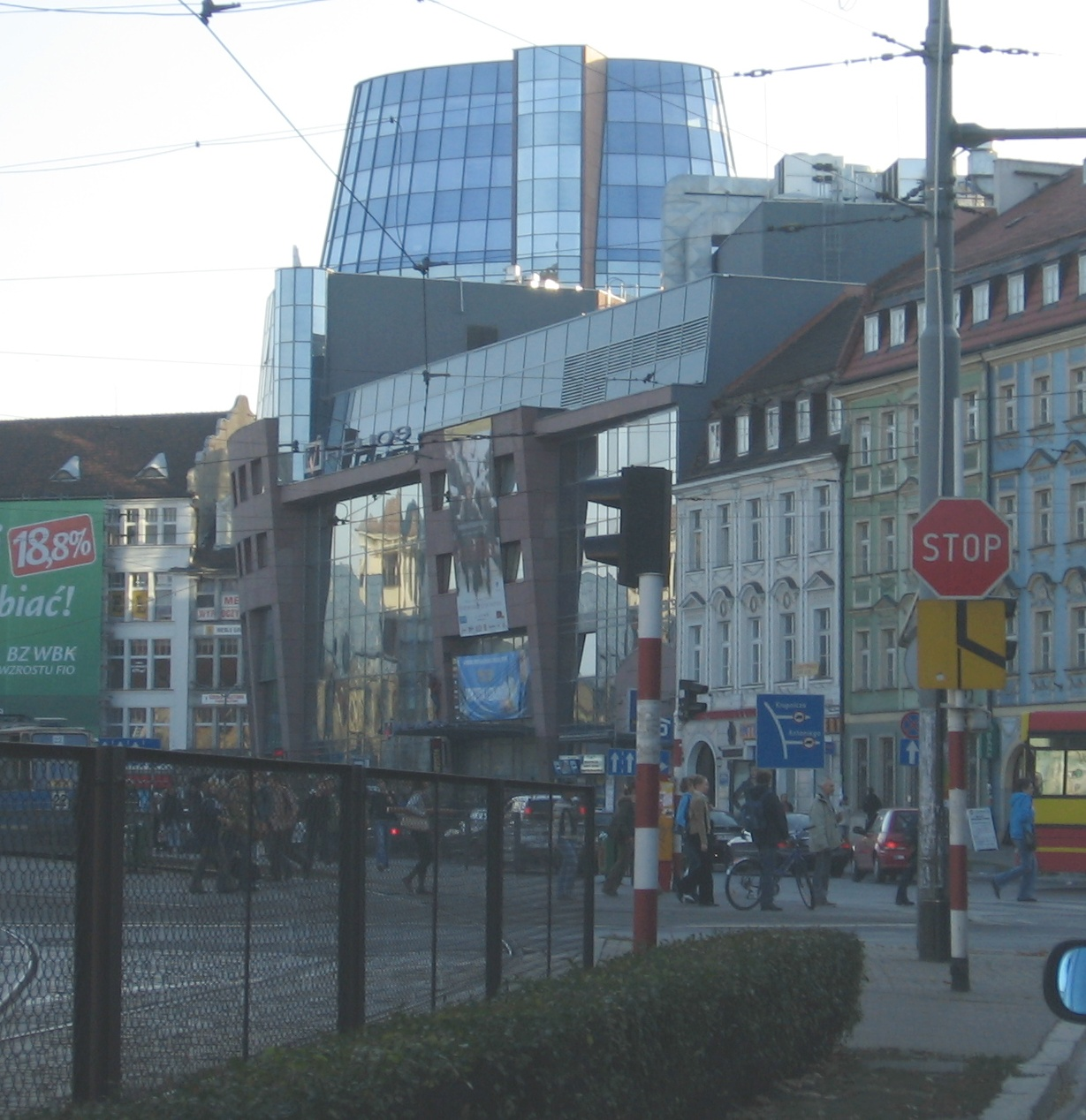
Współczesny widok trasy W-Z od strony ul. Ruskiej; na prawo od przeszklonego budynku kina Helios widoczne kamienice, stojące przy dawnym Złotym Kole

Złote Koło – ulica we Wrocławiu, biegnąca niegdyś wzdłuż krawędzi zewnętrznej (zachodniej) Czarnej Oławy (fosy miejskiej wewnętrznej) na odcinku pomiędzy dzisiejszymi ul. św. Antoniego na południu i ul. Ruską na północnym wschodzie. Po przeciwnej stronie Czarnej Oławy, wzdłuż wewnętrznej linii dawnych fortyfikacji, przebiegała ul. Psie Budy. W latach 70. XX wieku częściowo zlikwidowana, a częściowo włączona do ul. Kazimierza Wielkiego.

## Historia
Na Czarnej Oławie, w okolicy dzisiejszego skrzyżowania ul. Krupniczej i trasy W-Z (dzisiejszy pl. Bohaterów Getta), znajdował się od 1297 do 1813 roku młyn, zwany Młynem Siedmiu Kół (niem. Siebenradenmühle). Od tego obiektu zaułek Złote Koło nosił przez pewien czas (m.in. w XVIII wieku) nazwę auf dem Graben bei den sieben Raden (tłum.: nad fosą przy siedmiu kołach). Późniejsza nazwa Goldene Rade Gasse wywodzona jest od Zajazdu Przy Złotym Kole, który wzmiankowany jest m.in. w archiwaliach z roku 1680. Zajazd znajdował się w kamienicy nr 8. Ulica zamieszkana była głównie przez tkaczy sukienników.
Po II wojnie światowej zabudowa Złotego Koła i okolicznych ulic była w znacznym stopniu zdewastowana. W latach 70. XX wieku, podczas przeprowadzania wrocławskiej trasy W-Z po linii dawnej Czarnej Oławy większość zabudowy Złotego Koła została wyburzona, jedynie część jej zachodniej pierzei (kamienice nr: 4, 5, 6, 7, 8) została zachowana i włączona do ul. Kazimierza Wielkiego (jako kamienice nr: 9, 11, 13, 15, 17, wspólnie określane jako Kamienica Pod Złotym Kołem).

## Odniesienia w kulturze
Zrujnowana po wojnie ulica często służyła jako plenery polskich filmów wojennych i inscenizacji telewizyjnych (m.in. Teatru Sensacji). W roku 1971 posłużyła też jako plener fabularnego filmu kryminalnego pod zapożyczonym od jej nazwy tytułem Złote Koło.